# Renault 19
Renault 19 este o mașină mică de familie care a fost fabricată de producătorul francez de automobile Renault între 1988 și 1996. În Turcia și în Argentina, producția a continuat până în 2000. În 1999 au fost planuri să se producă și în România la fabrica Dacia.
Prezentare generală
R19 a fost prezentat în iunie 1988, cu vânzări pe piața internă franceză începând în septembrie 1988. A fost înlocuitorul modelelor 9 și 11, ambele fiind învechite și depășite la sfârșitul anilor '80. R19 a fost lansat în versiune cu volan pe dreapta pentru piața britanică în februarie 1989.
R19 a fost stilizat de Giorgetto Giugiaro, prezentând noul motor E-tip (sau "Energy") de 1,4 L și versiunile F de 1,7 L ale Renault. Modelele de bază foloseau inițial motoarele OHV C-tip Cléon de 1,2 și 1,4 L, în funcție de piață. În timp ce inițial era disponibil doar cu un motor diesel atmosferic, o versiune turbo a apărut la începutul anului 1992.
Intenționat să fie ultimul automobil numit numeric al Renault, modelul 19 a introdus o nouă politică de denumire, cu versiunile sedan ale modelului 19 cunoscute sub numele de 19 Chamade, pentru a le distinge de hatchback-uri. Versiunea sedan a fost lansată în 1989. În multe piețe, sigla Chamade a fost eliminată după restilizarea din 1992, unii înlocuind-o cu eticheta "Europa". Clienții modelului 19 Chamade erau mai des bărbați, mai des căsătoriți și mai rurali și mai în vârstă decât cumpărătorii de hatchback-uri R19.
În 1991, un model convertible construit de Karmann a fost prezentat pentru prima dată; doar un număr mic dintre acestea au fost construite cu designul Faza I, deoarece a fost restilizat scurt timp după aceea. Versiunea convertible a fost pusă în vânzare la începutul anului 1992; era disponibilă doar cu cele două opțiuni de motorizare cele mai puternice. Deși designul exterior al R19 (care era relativ conservator, asemănător cu cel al Renault 9/11) a primit un răspuns temperat, a fost lăudat pentru confortul interior și manevrabilitate.
Pentru versiunile de top cu injecție de combustibil, o transmisie automată cu patru trepte a devenit disponibilă în toamna anului 1990. Versiunile mai puțin puternice se mulțumeau cu manuale cu patru sau cinci trepte sau cu o transmisie automată cu trei trepte.
Fabricile de producție
- Douai (Franța)
- Maubeuge (Franța)
- Haren-Vilvoorde (Belgia)

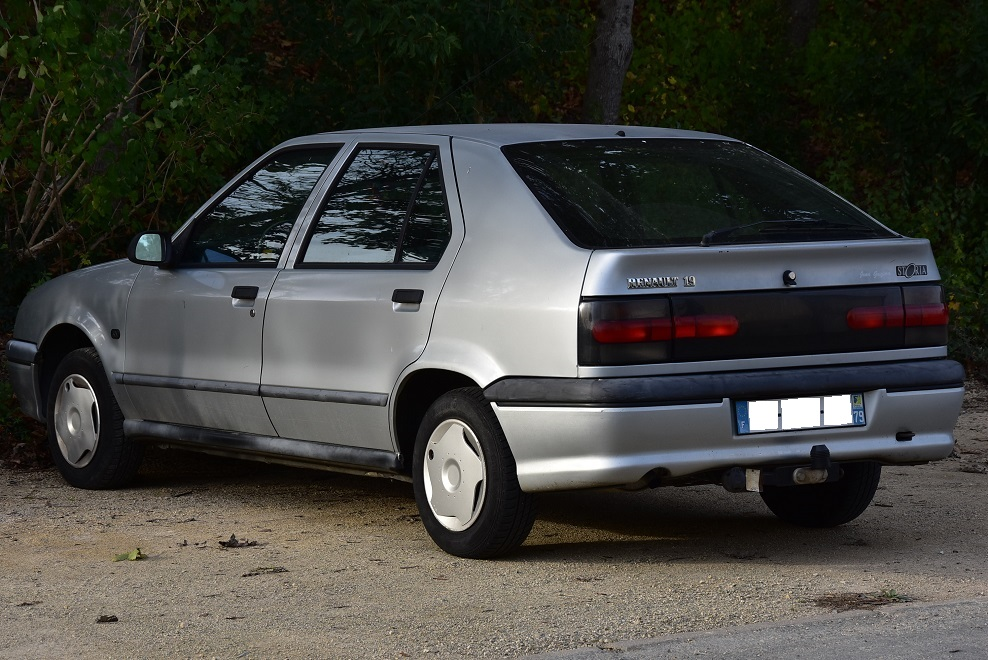
Renault 19 1.4e RN Storia, 1995

- Laguna de Duero, Valladolid (Spania)
- Villamuriel de Cerrato, Palencia (Spania)
- Setúbal (Portugalia)
- Santa Isabel, Córdoba (Argentina)
- Envigado (Columbia)
- Oyak-Renault, Bursa (Turcia)
- Sanfu Motor Co., Ltd. (Defunct), Taichung (Taiwan)
- Avtoframos, Moscou (Rusia), din Noiembrie 1999

Linkuri externe
- Istoricul scurt și specificațiile tehnice ale modelului Renault 19

1. ↑  https://www.facebook.com/* (13 decembrie 2005), Renault's $220m will secure Dacia future (în engleză), Automotive News Europe